# Nokia E66
Nokia E66 je mobilní telefon výsuvné konstrukce určený především pro manažery, ale je již uzpůsoben i pro jejich soukromý život. Telefon podporuje EDGE, UMTS i Wi-Fi. Samozřejmostí je možnost použití přídavné paměťové karty typu Micro SD. Jako operační systém je použit Symbian S60 3. generace.

## Hlavní vlastnosti
| Vlastnosti              | Specifikace                                                                                              |
| ----------------------- | --- |
| Tvar                    | Výsuvný typ                                                                                              |
| Platforma               | Series 60 (S60) 3rd Edition                                                                              |
| Operační systém         | Symbian OS 9.1                                                                                           |
| GSM frekvence           | 850/900/1800/1900 MHz                                                                                    |
| GPRS                    | Ano |
| EDGE                    | Ano |
| WCDMA                   | Ano |
| Hlavní displej          | 2,4palcový QVGA, TFT, 16,7 mil. barev, 240x320 pixelů                                                    |
| Fotoaparát              | 3,2 megapixely, čtyřnásobný digitální zoom, samospoušť, noční režim, dodatečná úprava obrázků v telefonu |
| Nahrávání videa         | Ano (Formát: MPEG-4, .mp4, .3gp, RealVideo). Maximální rozlišení: 320 x 240 pixelů 15fps.)               |
| Webový prohlížeč        | Ano |
| Multimediální zprávy    | Ano |
| Video hovory            | Ano |
| Push to talk            | Ano |
| Podpora Javy            | Ano |
| Dostupná vnitřní paměť  | |
| Externí Paměť           | |
| Slot na paměťové karty  | Ano, microSD (vyjímatelné za běhu)                                                                       |
| Hudební přehrávač       | MP3/AAC/eAAC/eAAC+/WMA                                                                                   |
| Bluetooth               | 2.0 + EDR (A2DP)                                                                                         |
| Infračervený port       | Ano |
| Podpora datového kabelu | Ano |
| E-mail klient           | Ano |
| Baterie                 | Li-Pol 1000 mAh                                                                                          |
| Váha                    | 121 gramů                                                                                                |
| Rozměry                 | 107,5 × 49,5 × 13,6 mm                                                                                   |
| Další                   | zabudovaný modul GPS, gyroskop pro automatickou orientaci displeje                                       |
|                         | Stereo reproduktory                                                                                      |
|                         | Stereo sluchátka                                                                                         |
|                         | Procesor:                                                                                                |
|                         | RAM: |
| Barevná provedení       | - Black - White                                                                                          |